# 諾琳壞消息狙擊步槍
諾琳「壞消息」狙擊步槍（Noreen “Bad news” sniper rifle）是一款由位於美國蒙大拿州的槍械製造商諾琳武器公司所設計及生產的半自動狙擊步槍（精確射手步槍），發射.338拉普麥格農（8.58×70毫米）口徑步枪子彈。

## 設計細節

### 槍機
諾琳壞消息半自動狙擊步槍的外觀與M16系列步槍非常接近，但自動方式卻改為近年流行的活塞氣動式自動原理，而非傳統M16系列步槍的直噴氣動式。

### 兩種口徑
諾琳壞消息半自動狙擊步槍共有二種口徑，一是.338英寸拉普麥格農口徑，二是.300英寸溫徹斯特麥格農口徑。但該槍的定位是以.338英寸拉普麥格農為主。

### 槍管
冷鍛法加工製成的精密不鏽鋼比賽等級槍管製長660.4毫米（26英吋），膛線纏距為1：10。槍管採用自由浮動式設計。槍口具有聯接螺紋，平常設有一個高效能4室式圓柱型制退器，需要時也可以改為安裝消聲器。這樣的結構設計也是為了儘量減少外部零件對槍管的影響，以提高射擊精度。

### 導氣組件
護木前方的導氣箍呈水滴形狀，導氣箍頂部帶有氣體調節器，以調節進入活塞筒的火藥燃氣量。該槍也可以關閉導氣孔，從而改為靠手動操作槍機及拋殼。導氣箍四周亦各設有一小段導軌。

### 護木組件
護木四周具有多個預留的導軌安裝孔，可以讓使用者根據自身需要和使用習慣安裝導軌，有效提升了狙擊步槍的戰術性。

### 機匣組件
上、下機匣採用6061-T6鋁合金製造而成。拉機柄位於上機匣右側的拋殼口處，類似AK。這樣讓使用者特別容易操作，尤其是排除故障時。

### 其他部件
該狙擊步槍採用標準型AR式A2型手槍握把及馬格普PSR槍托。安裝在底座尾部的馬格普PSR槍托是專門為M16類型的狙擊步槍設計的槍托，採用質量較輕便的聚合物製造。槍托具有兩個內置轉盤，以轉動調節支架長度的方式調節槍托底板（英語：Buttplate）及托腮板。槍托底板上還安裝有一塊橡膠製緩衝墊，能有效減輕後座力對射手的衝擊。槍托彎型部份可協助射手緊握。另外還有一條MIL-STD-1913戰術導軌在槍托底部，平時裝上保護套，可按照射手需要用以安裝額外的槍背帶環或後腳架。

### 附件
機匣、前托以至導氣組件前端的導氣箍頂部（12點位置）整合了全長的MIL-STD-1913戰術導軌，諾琳壞消息半自動狙擊步槍沒有內置其機械瞄具，必須利用其機匣和護木頂部所設有的MIL-STD-1913戰術導軌安裝日間／夜間望遠式狙擊鏡、光学瞄准镜、紅點鏡／反射式瞄準鏡、全息瞄準鏡、棱鏡式瞄準鏡、夜視儀、热成像仪和／或以戰術導軌安裝的機械瞄具作為諾琳壞消息的瞄準具，亦可以使用流行的前後串連式安裝配置模式擴大瞄準具附件的加裝應用模式。亦可以單件式雙瞄準鏡安裝環式瞄準鏡座固定狙擊鏡，還預留了帶彈道計算軟件的个人数码助理或小型紅點鏡的連接點。
而前托上具有多個導軌連接點，繞著前托的四周都能安裝MIL-STD-1913戰術導軌片。每個附件導軌片具有內置式反後座鎖耳，並且有各種長度選項，以便安裝前握把、兩腳架（例如原廠的哈里斯LM-S兩腳架）、戰術燈、雷射瞄準器。可拆卸的導軌片保證正確的戰術配件可以安裝在正確的位置上。
安裝在底座下方的手槍握把也很容易更換，除了有其專用的手槍握把以外，與市面上各種AR系列握把產品兼容以適應個別需要。

## 資料來源
1. ↑  .   [2015-07-07]. （原始内容存档于2015-01-10）.

## 外部連結
- （英文）—Noreen Firearms—Noreen Bad News 338 Lapua（页面存档备份，存于）
- （英文）—Modern Firearms—Noreen “Bad news” ULR 338 sniper rifle（页面存档备份，存于）
- （英文）—The Firearm Blog.com—Noreen Bad News: .338 Lapua Semi-auto AR-style rifle（页面存档备份，存于）
- （英文）—The Truth About Guns.com—Noreen Bad News .338 Lapua Ultra Long Range Rifle Revealed（页面存档备份，存于）
- （英文）—Tactical Life.com—Noreen's Bad News: A Semi-Auto in .338 Lapua Magnum（页面存档备份，存于）